# فابينيو تافاريس
فابيو هنريكي تافاريز (مواليد 23 أكتوبر 1993) المعروف بـ فابينيو (بالبرتغالية: Fabinho‏)، وهو لاعب كرة قدم برازيلي يلعب كلاعب وسط دفاعي لنادي الاتحاد في دوري المحترفين السعودي والمنتخب البرازيلي. يمكنه اللعب في مركز الوسط المحوري والظهير الأيمن وقلب الدفاع.
يتم اعتبار فابينيو من أفضل لاعبي العالم في مركزه كما حقق اللاعب مسيرة ناجحة حيث حقق ألقاب عديدة أبرزها دوري أبطال أوروبا 2018–19 وكأس السوبر الأوروبي 2019 وكأس العالم للأندية 2019 والدوري الإنجليزي الممتاز 2019–20.

## مسيرته الكروية

### فلومينيسي
ولد فابينيو في كامبيناس، ساو باولو، وبدأ مسيرته الكروية مع نادي فلومينينسي. تم استدعاؤه إلى تشكيلة الفريق الأول مرة واحدة فقط وذلك في 20 مايو 2012، حيث كان على مقاعد البدلاء ولم يشارك في أي دقيقة من عمر المباراة في الفوز 1–0 على نادي كورينثيانز في الدوري البرازيلي الدرجة الأولى.

### ريو أفي وريال مدريد
في 8 يونيو 2012، انضم فابينيو إلى نادي ريو أفي الذي ينشط بالدوري البرتغالي الممتاز في صفقة مدتها ست سنوات. بعد شهر واحد مع ريو أفي، انضم فابينيو إلى ريال مدريد كاستيا في صفقة إعارة لمدة موسم وذلك في 19 يوليو. لعب فابينيو لأول مرة في مسيرته في 17 أغسطس، حيث لعب بالتشكيلة الأساسية في الهزيمة 1–2 أمام نادي فياريال في الدوري الإسباني الدرجة الثانية. في 28 أبريل 2013، سجل هدفه الأول في مسيرته، حيث سجل رأسية وذلك في الوقت المحتسب بدلًا من الضائع مضيفًا هدف التعادل وانتهت المباراة بالتعدل الإيجابي 3–3 مع نادي نومانسيا.

### موناكو

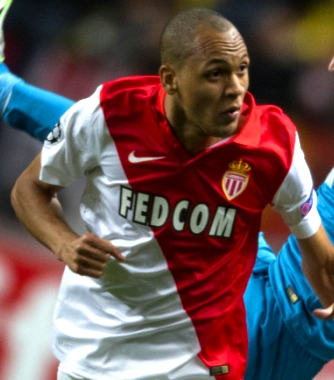
فابينيو يلعب مع موناكو عام 2014

في 19 يوليو 2013، انضم فابينيو إلى موناكو في صفقة إعارة لمدة موسم. ظهر لأول مرة مع موناكو في 10 أغسطس على ملعب شابان-دلماس في مباراة موناكو الافتتاحية في الدوري الفرنسي، حيث لعب المباراة بأكملها في الفوز 2–0 أمام نادي بوردو. في 26 مارس 2014، سجل هدفه الأول لموناكو في الدقيقة 58 في فوزه 6–0 على أرضه على نادي لانس في ربع نهائي من كأس فرنسا 2013–14.
بعد انتهاء إعارته مع موناكو، قام النادي الإعارة مرة أخرى لمدة عام آخر في 2 يوليو 2014. في 9 ديسمبر 2014، سجل هدفه الأول في دوري أبطال أوروبا وذلك في الفوز 2–0 على أرضه على زينيت سانت بطرسبرغ، لتمكين موناكو من التأهل إلى الدور الـ16 كمتصدرين للمجموعة.
في 19 مايو 2015، بعد موسمين على سبيل الإعارة مع موناكو، تم التوصل إلى اتفاق بين موناكو وريو أفي على الانتقال الدائم لفابينيو؛ حيث وقع عقدًا مع موناكو لمدة أربعة مواسم قادمة حتى 30 يونيو 2019.
في 20 مارس 2016، حصل فابينيو على ركلة جزاء عندما تعرضه لعرقلة من مواطنه ديفيد لويز في منطقة الجزاء، وقام بتسجيلها لتنتهي المباراة بنتيجة الفوز 2–0 والتي كانت أول هزيمة يتلقاها باريس سان جيرمان على أرضه منذ مايو 2014.
في 21 فبراير 2017، قدم فابينيو تمريتين حاسمتين لكل من راداميل فالكاو وكيليان مبابي في الهزيمة خارج أرضه 5–3 أمام مانشستر سيتي في مباراة الذهاب من الدور الـ16. في 15 مارس، حقق فابينيو النتيجة 2-0 لموناكو في الدقيقة 29 من خلال تحويل عرضية بينجامين ميندي إلى داخل الشباك مما ساعد على الفوز على مانشستر سيتي بنتيجة 3–1 في مباراة الإياب وذلك على ملعب لويس الثاني والتأهل إلى ربع النهائي بمجموع 6–6 وذلك طبقًا لقانون أهداف خارج الديار.

### ليفربول
في 28 مايو 2018، أعلن نادي ليفربول أن فابينيو سيوقع للنادي بعقد طويل الأجل مقابل 39 مليون جنيه إسترليني، وذلك اعتبارًا من يوم 1 يوليو.

#### 2018–19
في 18 سبتمبر 2018، جاء ظهوره الأول للنادي كبديل في الوقت المحتسب بدلًا من الضائع لساديو ماني في مباراة بدوري أبطال أوروبا أمام باريس سان جيرمان على ملعب أنفيلد والتي انتهت بالفوز 3–2. في 20 أكتوبر، ظهر لأول مرة في الدوري الإنجليزي الممتاز في الفوز 1–0 على هدرسفيلد تاون، حيث نزل مكان آدم لالانا في أخر 21 دقيقة. بعد أسبوع كان فابينيو في التشكيلة الأساسية في الفوز 4–1 على أرضه ضد كارديف سيتي حيث لعب في مركز خط الوسط جنبًا إلى جنب جورجينيو فينالدوم، وتلقى المديح من سكاي سبورتس واستطاع أن يثبت نفسه في التشكيلة الأساسية مع ليفربول. في 17 ديسمبر، حصل فابينيو على جائزة أفضل لاعب في المباراة بعد أدائه في الفوز 3–1 أمام مانشستر سيتي. في 26 ديسمبر 2018، فابينيو سجل أول هدف له لليفربول في الفوز 4–0 على نيوكاسل يونايتد.
في أوائل يناير 2019، لعب فابينيو في مركز قلب دفاع أمام وولفرهامبتون واندررز في كأس الإتحاد الإنجليزي في الدور التأهيلي الثالث وأيضًا في خارج أرضه ضد برايتون. بعد أدائه، أثنى عليه المدير يورغن كلوب وذكر أنه سيكون خيار جديد في مركز قلب دفاع.
في 4 مايو 2019، مع تعادل ليفربول، حصل فابينيو على ركلة حرة والتي نفذها شيردان شاكيري والتي سجلها ديفوك أوريغي برأسية والتي أدت إلى الفوز على نيوكاسل يونايتد بنتيجة 3–2 خارج أرضه. في 1 يونيو 2019، لعب فابينيو في نهائي دوري أبطال أوروبا وذلك أمام توتنهام هوتسبير، حيث لعب 90 دقيقة كاملة وفاز النادي ببطولته السادسة من المسابقى وفاز فابينيو بأول لقب له مع النادي.

#### 2019–20

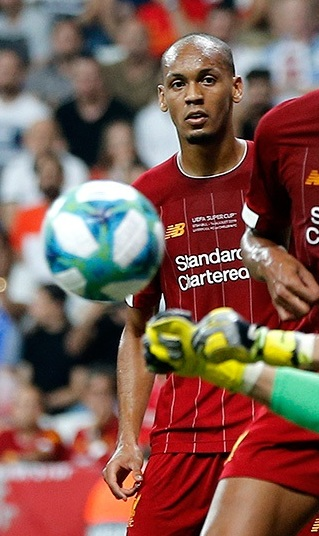
فابينيو يلعب مع ليفربول في كأس السوبر الأوروبي 2019

في 14 أغسطس، لعب فابينيو 90 دقيقة كاملة في كأس السوبر الأوروبي 2019 أمام نادي تشيلسي، وبعد انتهاء الوقت الأصلي والأشواط الإضافية بنتيجة 2–2 والتوجه إلى ضربات الترجيح، وسجل فابينيو ركلة الجزاء الثانية لليفربول، في نهاية المطاف حقق ليفربول الفوز بنتيجة 5–4 بركلات الترجيح.
في 27 أكتوبر، نال إشادة من الجماهير لأدائه في الفوز 2-1 على توتنهام. في 10 نوفمبر، سجل فابينيو هدفه الأول في الموسم حيث سجل هدفًا رائعًا خارج منطقة الجزاء في وقت مبكر من المباراة وذلك في الفوز 3–1 على مانشستر سيتي وقامت بي بي سي سبورت بالتصويت لفابينيو للحصول على جائزة أفضل لاعب في المباراة.
في 27 نوفمبر، خلال مباراة في دوري أبطال أوروبا ضد نادي ليفربول، تعرض لإصابة مبكرة بعد إلتحام مع لاعب أخر وتم استبداله بعد 18 دقيقة فقط من عمر المباراة. بعد يومين، أعلن النادي أن الإصابة ستبقي فابينيو خارج الملاعب حتى بداية عام 2020.

#### 2020–21
خلال موسم 2020–21، كان على فابينيو اللعب كقلب دفاع بسبب مشاكل إصابة النادي في هذا المركز. في ديسمبر 2020، أكمل فابينيو 100 مشاركة بقميص ليفربول.

#### 2021–22
في 3 أغسطس 2021، وقع فابينيو عقدًا طويل الأمد مع ليفربول حتى عام 2026.
في 12 سبتمبر 2021، سجل هدفه الأول هذا الموسم، حيث سجل هدفه الأول من مسافة قريبة ضد ليدز يونايتد في الفوز بنتيجة 3–0. في 9 يناير 2022، سجل فابينيو أهدافه الأولى في كأس الاتحاد الإنجليزي، حيث سجل الهدفين الثاني والرابع في الفوز 4–1 في الدور التأهيلي الثالث على شروزبري تاون. في 15 مايو فاز ليفربول على تشيلسي في نهائي كأس الاتحاد الإنجليزي 2022، والتي انتهت بالتعادل 0–0 بعد الوقت الإضافي وفوز ليفربول 5-6 في ركلات الترجيح، وتم احتساب البطولة لفابينيو على الرغم من أنه لم يكن في التشكيلة بالنهائي.

## مسيرته الدولية
قام المدرب دونغا بضمه في التشكيلة المكونة من 23 لاعبًا لمنتخب البرازيل في كوبا أمريكا 2015 المقامة في تشيلي، في 7 يونيو من ذلك العام ظهر فابينيو لأول مرة مع البرازيل في مباراة ودية كبديل في الشوط الثاني لدانيلو في الفوز 2–0 على المكسيك وذلك على أليانز باركي في ساو باولو. مع لعب داني ألفيس البطولة بأكملها في مركز الظهير الأيمن، لم يلعب فابينيو في كوبا أمريكا، حيث وصلت البرازيل إلى ربع النهائي. تم اختيار فابينيو لتشكيلة البرازيل في كوبا أمريكا المئوية، على الرغم من ذلك إلى أنه لم يشارك في أي من مباريات البرازيل الثلاث في البطولة.
في يونيو 2021، تم ضمه إلى تشكيلة البرازيل في كوبا أمريكا 2021 والتي ستقام على أرضهم.
في 7 نوفمبر 2022، تم اختيار فابينيو في تشكيلة البرازيل التي ستلعب في كأس العالم 2022.

## أسلوب لعبه
يعتبر فابينيو أحد أفضل لاعبي خط الوسط الدفاعي في العالم، حيث قال ناقد قناة سكاي سبورتس ولاعب مانشستر يونايتد السابق غاري نيفيل، "فابينيو ... هو الأفضل." إنه لاعب قوي، رشيق وقادر على استعادة الكرة في خط الوسط وإعادة الاستحواذ بسرعة. يتطلب دوره كلاعب خط وسط دفاعي أحيانًا أن يتراجع أكثر ليلعب كقلب دفاع ثالث لتغطية تقدم أظهرة ليفربول أندرو روبرتسون وترنت ألكساندر-أرنولد أثناء الهجوم. تعتبر قراءته لألعاب الخصوم متميزة وقد أدى ذلك إلى حصوله على لقب "المنارة" من قبل مساعد مدرب ليفربول بيبين ليندرز وزملائه في الفريق.

## الإنجازات
موناكو
- الدوري الفرنسي الدرجة الأولى: 2017

ليفربول
- الدوري الإنجليزي الممتاز: 2019–20[54]
- دوري أبطال أوروبا: 2018–19[55]
- كأس السوبر الأوروبي: 2019[56]
- كأس العالم للأندية: 2019[57]

## روابط خارجية
- فابينيو تافاريس على موقع الاتحاد الأوربي (الإنجليزية)
- فابينيو تافاريس على موقع إي إس بي إن إف سي (الإنجليزية)
- فابينيو تافاريس على موقع قاعدة بيانات كرة القدم.إي يو (الإنجليزية)
- فابينيو تافاريس على موقع ليكيب (الفرنسية)
- فابينيو تافاريس على موقع ناشيونال فوتبول تيمز (الإنجليزية)
- فابينيو تافاريس على موقع Soccerbase.com (لاعب) (الإنجليزية)
- فابينيو تافاريس على موقع Soccerway.com (الإنجليزية)
- فابينيو تافاريس على موقع عالم كرة القدم.نت (الإنجليزية)
- فابينيو تافاريس على موقع كووورة
- فابينيو تافاريس على موقع AS.com (الإسبانية)